# Sy Gomberg
Sy Gomberg (* 19. August 1918 in New York City, New York; † 11. Februar 2001 in Brentwood, Kalifornien) war ein US-amerikanischer Drehbuchautor und Filmproduzent, der jeweils einmal für den Oscar für die beste Originalgeschichte sowie für den Preis der Writers Guild of America (WGA Award) nominiert war.

## Leben
Bei der Oscarverleihung 1951 wurde Gomberg gleich für seine erste Filmvorlage für den Oscar für die beste Originalgeschichte nominiert, und zwar für die von John Ford inszenierte Filmkomödie So ein Pechvogel (When Willie Comes Marching Home, 1950) mit Dan Dailey, Corinne Calvet und Colleen Townsend.
Zugleich wurde er zusammen mit George Wells für den Writers Guild of America Award für das beste Musical nominiert für Summer Stock (1950) von Charles Walters mit Judy Garland, Gene Kelly und Eddie Bracken.
Gomberg, der die Drehbücher und Vorlagen für zwanzig Filme und Fernsehserien verfasste sowie als Produzent sechs Filme und Fernsehserien produzierte, war von 1957 bis zu seinem Tod mit der Schauspielerin Maxine Cooper Gomberg verheiratet und hatte mit dieser drei gemeinsame Kinder.

## Filmografie (Auswahl)
D = Drehbuch, P = Produzent
- 1950: So ein Pechvogel (When Willie Comes Marching Home) (D)
- 1950: Der Fischer von Louisiana (The Toast of New Orleans) (D)
- 1950: Summer Stock (D)
- 1952: Mein Herz singt nur für Dich (Because You’re Mine) (D)
- 1957: Die Rose von Tokio (Joe Butterfly) (D)
- 1959: Morgen bist du dran (The Wild and the Innocent) (D, P)
- 1980: Weiße Hölle (High Ice) (D, P)
- 1988: Bravestarr (Zeichentrickfilmserie, D)